# Oratorio del Santissimo Crocifisso di Fontelucente
L'oratorio del Santissimo Crocifisso di Fontelucente si trova a Fiesole in località Fontelucente.

## Storia e descrizione
Il luogo, a mezza costa della collina su cui sorge Fiesole, fu probabilmente un luogo sacro esistente e frequentato già in età remota, forse già in epoca etrusca. Già il Poliziano, che possedeva la vicina Villa Diana, parlava di una sorgente sgorgante in quel luogo, da sempre legata a magiche o soprannaturali presenze. Fin da epoca antica, presso la fonte era stato collocato un Crocifisso in pietra scolpito da qualche scalpellino locale. Nel 1689 Annibale Micheli, Auditore della Ruota Criminale di Firenze, chiese al Vescovo di Fiesole Filippo Neri Altoviti di poter realizzare intorno al vecchio tabernacolo di Fontelucente una loggetta. La struttura si rese ben presto troppo modesta e si procedette quasi subito a costruire un edificio per custodirle il Crocifisso che fu poi collocato all'altare maggiore. il nuovo oratorio, progettato dall'architetto Alessandro Pettirossi, fu completato nel 1692. La costruzione di esso inglobò la sorgente, alle acque della quale sono attribuite virtù taumaturgiche, ma lasciò libera la roccia da cui sgorga. Fin dai primi anni del Settecento l’oratorio ebbe un notevole sviluppo, grazie alla notizia di guarigioni e prodigi e alla risonanza che ebbe il pellegrinaggio della Granduchessa Violante e dello stesso Granduca Cosimo III. Nel 1727 il santuario fu ingrandito con l'aggiunta delle cappelle laterali e del portico all'esterno. Seguirono anni di decadenza, specialmente a cavallo tra Sette e Ottocento, fino a che nel 1936 il santuario divenne parrocchia.
L'esterno presenta il portico settecentesco a tre fornici e nella parte superiore tre finestre, la centrale pertinente alla chiesa. Il portale ha una lunetta contenente un affresco di Pietro Annigoni con la Veduta della fonte, l'ultima sua opera completata nel 1989 dal suo allievo Romano Stefanelli. L'interno è a croce latina, di aspetto settecentesco. Dalla navata centrale attraverso una cancellata in ferro battuto, si accede alla Fonte, luogo veramente raro per una chiesa, una cappella addossata alla roccia entro la quale scorre l’acqua lucente. In fondo alla navata attraverso una doppia scalinata si accede al tabernacolo col venerato Crocifisso in pietra, risalente al secolo XIV o al XV, circondato da una pittura illusionistica a monocromo con finte statue della Fede e della Speranza e sormontato da Dio Padre in gloria, probabilmente di Antonio Nicola Pillori, che dipinse sul soffitto la Resurrezione (1733). Alla parete a destra dell'altare maggiore si trova anche un trittico di Mariotto di Nardo con la Madonna della Cintola tra i santi Giovanni Evangelista e Girolamo datato 1398 e ricoverato qui nel 1743 in seguito alla distruzione dell'oratorio che lo custodiva presso Pian di Mugnone. In chiesa sono anche opere d'arte contemporanea, come un grande Crocifisso di cemento di Mario Casini e una Pietà di Rodolfo Meli.